# 루스벨트 스타디움
루스벨트 스타디움(Roosevelt Stadium)은 미국 뉴저지주 저지시티에 위치한 야구장이다. 과거 MLB 브루클린 다저스의 제2홈구장으로 사용했으며 월터 오말리 구단주가  붕괴 위험이 있었던 에베츠 필드를 떠나고 싶어 새 구장을 건설하려 했으나 이 노력이 실패하자 한때 해당 구장이 있는 저지시티로 연고지를 이전할 뻔했다.